# Хамилтон (Северна Каролина)
Хамилтон (енгл. Hamilton) град је у америчкој савезној држави Северна Каролина.

## Демографија
По попису из 2010. године број становника је 408, што је 108 (-20,9%) становника мање него 2000. године.
| Група             | 2000.       | 2010.       |
| Белци             | 229 (44,4%) | 154 (37,7%) |
| Афроамериканци    | 275 (53,3%) | 243 (59,6%) |
| Азијати           | 0 (0,0%)    | 1 (0,2%)    |
| Хиспаноамериканци | 18 (3,5%)   | 4 (1,0%)    |
| Укупно            | 516         | 408         |